# Nearer, my God, to Thee

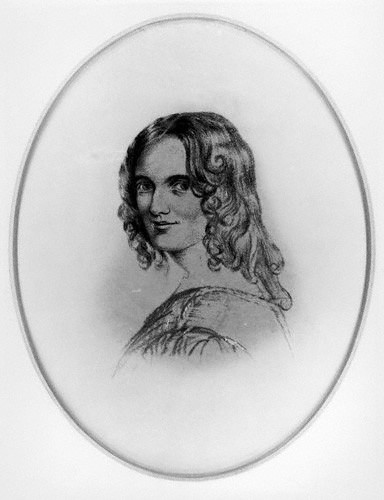
Sarah Fuller Flower Adams, die de tekst van de hymne schreef

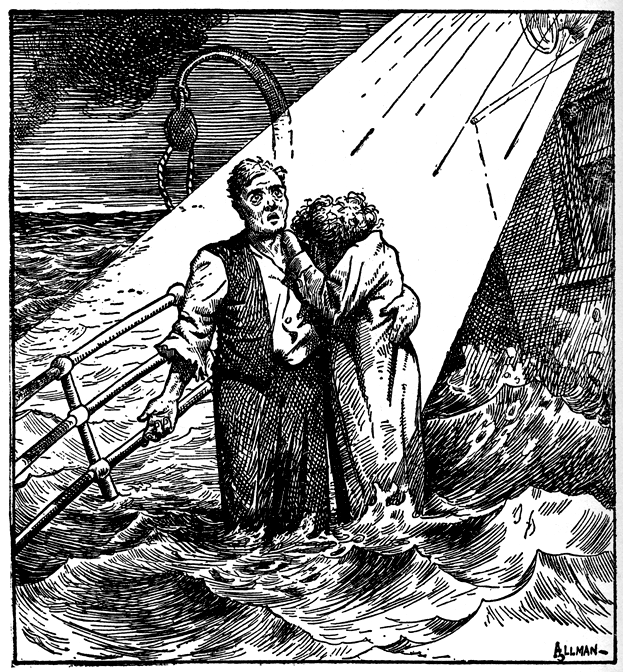
Illustratie uit 1912 Nearer, My God to Thee, naar aanleiding van de Titanic-ramp

Nearer, my God, to Thee (Nederlands: Nader, mijn God, bij U) is een Engels christelijk lied, dat onder meer bekend is doordat het het laatste muziekstuk was, dat door de muzikanten van de Titanic gespeeld zou zijn. Dit is ook te zien en te horen in de gelijknamige film uit 1997, op het moment dat het schip aan het zinken is. Het lied is geïnspireerd op het verhaal van de Jakobsladder uit de Bijbel (Gen 28:11-12).
Het lied wordt op verschillende manieren gezongen, de bekendste is Bethany door de Amerikaanse componist Lowell Mason. 

## Geschiedenis
De tekst werd geschreven door de Britse auteur en dichteres Sarah Fuller Flower Adams in 1841. Er zijn twee Nederlandse vertalingen: Nader mijn God bij U en Nader tot U, o Heer. Het lied werd onder meer door de militaire kapellen gespeeld tijdens de uitvaartstoet van prins Bernhard. Het lied werd ook ten gehore gebracht tijdens de uitvaart van de voormalige Amerikaanse president Gerald Ford. De titel van Gerard Reves Nader tot U (1966) is gebaseerd op dit lied.

## Tekst
Nearer, my God, to Thee, nearer to Thee!
E'en though it be a cross that raiseth me;
Still all my song shall be nearer, my God, to Thee,
Nearer, my God, to Thee, nearer to Thee!
Though like the wanderer, the sun gone down,
Darkness be over me, my rest a stone;
Yet in my dreams I'd be nearer, my God, to Thee,
Nearer, my God, to Thee, nearer to Thee!
There let the way appear steps unto heav'n;
All that Thou sendest me in mercy giv'n;
Angels to beckon me nearer, my God, to Thee,
 Nearer, my God, to Thee, nearer to Thee!
Then with my waking thoughts bright with Thy praise,
Out of my stony griefs Bethel I'll raise;
So by my woes to be nearer, my God, to Thee,
Nearer, my God, to Thee, nearer to Thee!
Or if on joyful wing, cleaving the sky,
Sun, moon, and stars forgot, upwards I fly,
Still all my song shall be, nearer, my God, to Thee,
Nearer, my God, to Thee, nearer to Thee!